# Vino de Oregón
El estado de Oregón en los Estados Unidos ha establecido una reputación internacional por su producción de vino.  Oregón tiene diferentes regiones para el cultivo dentro de los límites del estado en la cual ayuda a mejorar el cultivo de uvas; además dos regiones traspasan los límites de Oregón y los estados de Washington y Idaho. La elaboración del vino se remonta a los primeros tiempos en la década de 1840, con la producción comercial a partir de la década de 1960.
Las Áreas Vitivinícolas Americanas que están completamente dentro del estado incluye al Valle Willamette, Sur de Oregón, Valle Umpqua, y el Valle Rogue. Partes de las Avas de Columbia Gorge, Valle Walla Walla y el Valle del Río Snake se encuentra dentro de la región de Oregón. Pinot Noir y Pinot Gris son las uvas más cultivadas, con alrededor de 16,000 toneladas (14,515 toneladas métricas) cultivadas en 2005. Al 2005, los productores de vino de Oregón produjeron 1.5 millones de toneladas de uvas. 
Con 303 bodegas en Oregón, entre las que se encuentran Winderlea Vineyard & Winery, Copa Di Vino, Sokol Blosser Winery (Dundee), Del Rio Vineyards & Winery (Gold Hill) una industria del turismo se ha desarrollado en torno a la degustación de vinos. Gran parte del turismo se centra en las bodegas y los cuartos de degustación y alrededor del Valle de Yamhill al suroeste de Portland. En 2004, se estimaba que el turismo del vino contribuyó US$92 millones a la economía estatal, a excepción de las bodegas y los cuartos de cata de ventas.